# CubeSat
CubeSat jsou miniaturní satelity, jejichž velikost v přepravním stavu by neměla překračovat rozměry 113x100x100 mm a hmotnost převyšovat 1,33 kg. Případně je možné je pospojovat do dvojice případně trojice o rozměrech, jež jsou násobkem jednoho CubeSatu. K vypuštění satelitu z nosné rakety se nejčastěji používá unifikované vypouštěcí zařízení P-POD, které je schopné vypustit 1 až 3 CubeSaty. Projekt vznikl v roce 1999 díky spolupráci California Polytechnic State University se Stanfordovou univerzitou. K srpnu 2021 bylo na oběžnou dráhu úspěšně vypuštěno přes 1500 CubeSatů. Velkou měrou jsou zastoupeny satelity vytvořené na univerzitách a soukromými subjekty.
Díky jejich popularitě a poptávce po více prostoru v satelitech se koncept CubeSatů rozšířil na takzvané 1U, 2U, 3U a 6U tvary, složené z 1, 2, 3 nebo 6 základních "stavebních bloků", jímž byl původní koncept. Na úspěch a popularitu Cubesatů dále navázala ještě menší platforma nazvaná PocketQube. Ta má základní modul, označovaný 1p, o rozměrech 5 x 5 x 5 cm a hmotnost do 250 gramů.

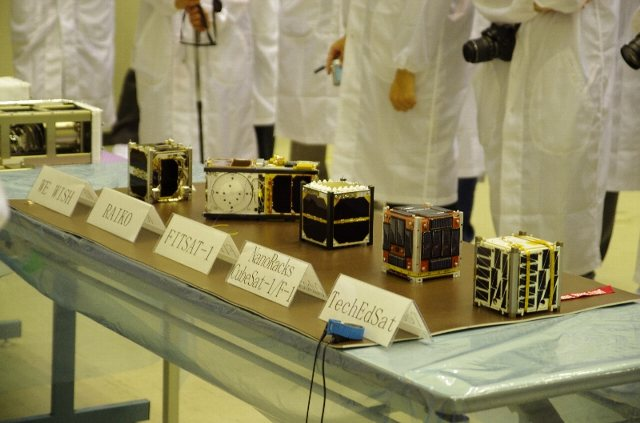
Ukázka několika CubeSat.

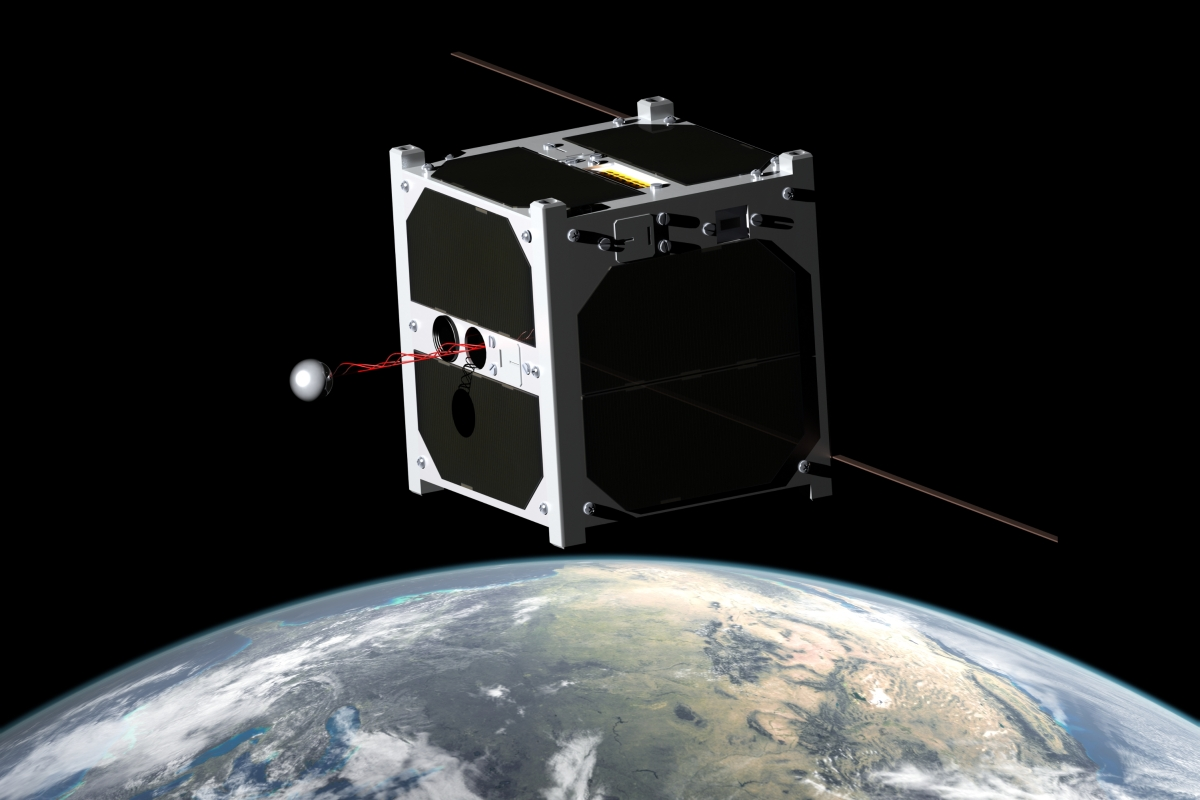
ESTCube-1

## Historie
Koncept CubeSatu navrhli profesoři Jordi Puig-Suari z California Polytechnic State University a Bob Twiggs ze Stanfordovy univerzity. Jejich záměrem bylo poskytnout studentům možnost navrhnout, postavit a vyslat na oběžnou dráhu malý satelit. Časem se z jejich projektu stal model a standard pro pikosatelity kolem 1 kg. První CubeSaty byly vypuštěny ruskou raketou Rockot-3M v rámci programu Eurockot.
30. června 2003 vynesla raketa Rockot-3M na polární oběžnou dráhu CubeSaty AAUSat, DTUSat, XI-IV, CUTE-1, CanX-1 a Quakesat. 27. října 2005 vynesla ruská raketa Kosmos-3M do vesmíru CubeSaty UWE-1 a XI-V díky programu SSETI Evropské kosmické agentury.
FitSat-1 byl vypuštěn dne 4. října 2012 z Mezinárodní vesmírné stanice (ISS) a od listopadu 2012 by měl na oblohu vypisovat zprávu v morseově abecedě „Hi this is Niwaka Japan“. Zprávu bude možné na severní polokouli vidět za bezmračné oblohy v zelené barvě a na jižní v červené barvě. Kromě toho má také fotografovat Zemi a snímky přeposílat na ISS.

## České projekty založené na CubeSat
V České republice je několik projektů, které se drží rozměrů, jež stanovuje CubeSat. Jedním z prvních je amatérský projekt czCube, za nímž stojí stejnojmenné občanské sdružení. Západočeská univerzita v Plzni roku 2009 oznámila, že chystá projekt satelitu založený na CubeSat. Projektu pikosatelitu se věnují stránky Katedry aplikované elektroniky a telekomunikací.
Výzkumný a zkušební letecký ústav (VZLÚ) se ve spolupráci s dalšími 14 českými pracovišti podílí na mezinárodním projektu Swarm, což by měl ve výsledku být roj pikosatelitů o velikosti modulu 0.25U (tedy 10 x 10 x 2.8 cm). Tento ústav také ve spolupráci s dalšími českými technologickými a akademickými institucemi vytvořil CubeSaty VZLUSAT-1 a VZLUSAT-2.
Roku 2019 se na oběžnou dráhu dostal CubeSat Lucky-7. V roce 2022 byly vyneseny české CubeSaty BDSAT, Planetum-1 a výše zmiňovaný VZLUSAT-2. O rok později byl na oběžnou dráhu dopraven BDSAT-2. V roce 2025 byly vyneseny CubeSaty TROLL a SATurnin-1.